# Кумельщина
Кумельщина (біл. вёска Кумэльшчіна) — село в складі Вілейського району Мінської області, Білорусь. Село підпорядковане Стешицькій сільській раді, розташоване в північній частині області.

## Історія
У 1921–1945 роках застінок знаходилось у Польщі, у Вільнюській воєводстві, Вілейського повіту, гміні Довгиново.

## Населення
- 1866 рік - 125 люди, 12 будинки[1]
- 1921 рік - 212 люди, 37 будинки[2].
- 1931 рік - 229 люди, 43 будинки[3].